# Edmund Heller (Staatssekretär)
Edmund Heller (* 1953 in Lindlar) ist ein deutscher politischer Beamter (CDU). Er war von 2017 bis 2022 Staatssekretär im Ministerium für Arbeit, Gesundheit und Soziales des Landes Nordrhein-Westfalen.

## Leben

### Ausbildung, Beruf und wissenschaftliche Tätigkeit
Nach dem Abitur (1972) nahm Heller 1973 zunächst ein Studium der Agrarwissenschaften auf, wechselte 1974 zu Germanistik/Philosophie. Dieses Studium absolvierte er an der Rheinischen Friedrich-Wilhelms-Universität Bonn, der Eberhard Karls Universität Tübingen sowie der Universität zu Köln und schloss es 1979 mit dem Staatsexamen ab. Nach einer Tätigkeit als angestellter Gymnasiallehrer (1979–1980) war Heller wissenschaftlicher Mitarbeiter am Philosophischen Seminar der Westfälischen Wilhelms-Universität (1981–1985), promovierte sich 1986 mit einer Arbeit zum Thema „Nietzsches Scheitern am Werk“ zum Dr. phil. und war in der Folge als wissenschaftlicher Mitarbeiter (1985–1990) und Assistent (1990–1996) am Philosophischen Seminar I der Albert-Ludwigs-Universität Freiburg tätig. Es folgte von 1996 bis 2000 eine Beschäftigung bei der Harpen AG.

### Politischer Werdegang
Nachdem Heller zwischen 2000 und 2005 Leiter des Büros der CDU-Fraktion im Landtag von Nordrhein-Westfalen, wurde er 2005 Abteilungsleiter in der Staatskanzlei des Landes Nordrhein-Westfalen, kehrte aber bereits 2006 zurück auf den Posten des CDU-Fraktionsbüros. Dort wirkte er bis 2009, ehe er Abteilungsleiter im Ministerium für Umwelt und Naturschutz, Landwirtschaft und Verbraucherschutz des Landes Nordrhein-Westfalen wurde. Nach der Landtagswahl in Nordrhein-Westfalen 2010 wurde er unter Fraktionschef Karl-Josef Laumann Geschäftsführer der CDU-Landtagsfraktion und übte diese Funktion bis zu seinem Wechsel in das Ministerium für Klimaschutz, Umwelt, Landwirtschaft, Natur- und Verbraucherschutz des Landes Nordrhein-Westfalen (2014) aus.  Im Ministerium wirkte er bis 2017 als Projektleiter.
Am 30. Juni 2017 wurde Edmund Heller im Zuge der Kabinettsbildung des Kabinetts Laschet von Minister Karl-Josef Laumann zum Staatssekretär im Ministerium für Arbeit, Gesundheit und Soziales des Landes Nordrhein-Westfalen berufen. Ab dem 27. Oktober 2021 war er in der gleichen Funktion auch im Kabinett Wüst I tätig. Mit dem Antritt des Kabinetts Wüst II schied er am 29. Juni 2022 aus dem Amt aus. Ihm folgte Matthias Heidmeier nach.

### Privates
Heller ist verheiratet und Vater von drei Kindern.

## Schriften
- Nietzsches Scheitern am Werk. (Dissertation), Freiburg im Breisgau: Verlag Karl Alber, 1989.